# Two Shoes
Two Shoes è il secondo album in studio del gruppo musicale australiano The Cat Empire, pubblicato nel 2005.

## Tracce
1. Sly – 3:47
2. In My Pocket – 5:04
3. Lullaby – 5:35
4. The Car Song – 4:19
5. Two Shoes – 5:13
6. Miserere – 6:39
7. Sol Y Sombra – 6:02
8. Party Started – 3:46
9. Protons, Neutrons, Electrons – 4:44
10. Saltwater – 4:06
11. The Night That Never End + 1001 – 9:35